# Светско првенство у рукомету за жене 1990.
10. Светско првенство у рукомету за жене 1990. одржано је у Јужној Кореји од 24. новембра до 4. децембра 1990. године. Такмичило се укупно 16 репрезентација, које су биле распоређене у четири групе по четири екипе. Прве три репрезентације из групе А и Б су оформиле прву групу следеће фазе а прве три репрезентације из група Ц и Д су оформиле други групу, која се међусобно бориле за прву позицију у групи која је водила у финале, са тим да нису играле против репрезентација из своје основне групе, већ су носиле резултат и бодове које су освојиле против друге две репрезентације са којима се пласирала у друго коло. Екипе које су заузеле другу позицију у групама су се бориле међусобно за треће место. Екипе које су у групи освојиле трећу позицију, међусобно су се бориле за свеукупно пето место, и тако аналогно све до 11. и 12. позиције.
Четири екипе које су у претходне четири принципијелне групе освојиле задње четврто место су се међусобно бориле за позиције од 13. до 16. места.
Репрезентација Совјетског Савеза је освојила прво место и златну медаљу, оне су у финалној утакмици победиле репрезентацију Југославије са резултатом од 24:22.

## Прва фаза

### Група А
| Поз. | Држава      | Голови | Бодови |
| ---- | ----------- | ------ | ------ |
| 1    | Југославија | 63:54  | 6      |
| 2    | Немачка     | 56:51  | 4      |
| 3    | Пољска      | 65:59  | 2      |
| 4    | Француска   | 49:69  | 0      |

### Група Б
| Поз. | Држава       | Голови | Бодови |
| ---- | ------------ | ------ | ------ |
| 1    | Кина         | 67:58  | 6      |
| 2    | Аустрија     | 71:56  | 3      |
| 3    | Јужна Кореја | 74:72  | 2      |
| 4    | Шведска      | 61:72  | 1      |

### Група Ц
| Поз. | Држава          | Голови | Бодови |
| ---- | --------------- | ------ | ------ |
| 1    | Совјетски Савез | 70:52  | 6      |
| 2    | Источна Немачка | 71:56  | 4      |
| 3    | Данска          | 58:51  | 2      |
| 4    | Ангола          | 38:78  | 0      |

### Група Д
| Поз. | Држава   | Голови | Бодови |
| ---- | -------- | ------ | ------ |
| 1    | Норвешка | 62:52  | 6      |
| 2    | Румунија | 64:49  | 4      |
| 3    | Бугарска | 68:60  | 2      |
| 4    | Канада   | 61:94  | 0      |

## Друга фаза

### Утешна група од 13. до 16. места
| Поз. | Држава    | Голови | Бодови |
| ---- | --------- | ------ | ------ |
| 13   | Шведска   | 76:47  | 6      |
| 14   | Француска | 65:68  | 4      |
| 15   | Канада    | 62:66  | 2      |
| 16   | Ангола    | 55:77  | 0      |

### Група 1
| Поз. | Држава       | Голови  | Бодови |
| ---- | ------------ | ------- | ------ |
| 1    | Југославија  | 124:102 | 8      |
| 2    | Немачка      | 109:100 | 6      |
| 3    | Аустрија     | 101:111 | 6      |
| 4    | Кина         | 108:119 | 6      |
| 5    | Пољска       | 117:103 | 4      |
| 6    | Јужна Кореја | 111:135 | 0      |

### Група 2
| Поз. | Држава          | Голови  | Бодови |
| ---- | --------------- | ------- | ------ |
| 1    | Совјетски Савез | 126:106 | 10     |
| 2    | Источна Немачка | 111:90  | 7      |
| 3    | Норвешка        | 89:90   | 6      |
| 4    | Румунија        | 90:100  | 3      |
| 5    | Данска          | 97:103  | 2      |
| 6    | Бугарска        | 99:123  | 2      |

## Трећа фаза

### Утакмице за позиције од 1. до 12. места
|  | Утакмица за 11. и 12. место |              |    |
|  |                             |              |    |
|  | 12                          | Бугарска     | 23 |
|  | 11                          | Јужна Кореја | 36 |

|  | Утакмица за 9. и 10. место |        |    |
|  |                            |        |    |
|  | 10                         | Данска | 26 |
|  | 9                          | Пољска | 27 |

|  | Утакмица за 7. и 8. место |          |    |
|  |                           |          |    |
|  | 8                         | Кина     | 19 |
|  | 7                         | Румунија | 25 |

|  | Утакмица за 5. и 6. место |          |    |
|  |                           |          |    |
|  | 6                         | Норвешка | 19 |
|  | 5                         | Аустрија | 23 |

|  | Утакмица за бронзану медаљу |                 |    |
|  |                             |                 |    |
|  | 4                           | Немачка         | 19 |
|  | 3                           | Источна Немачка | 25 |

|  | Финална утакмица |                 |    |
|  |                  |                 |    |
|  | 2                | Југославија     | 22 |
|  | 1                | Совјетски Савез | 24 |

## Поредак
| Позиција | Држава          |
| -------- | --------------- |
| 1        | СССР            |
| 2        | Југославија     |
| 3        | Источна Немачка |
| 4        | Немачка         |
| 5        | Аустрија        |
| 6        | Норвешка        |
| 7        | Румунија        |
| 8        | Кина            |
| 9        | Пољска          |
| 10       | Данска          |
| 11       | Кореја          |
| 12       | Бугарска        |
| 13       | Шведска         |
| 14       | Француска       |
| 15       | Канада          |
| 16       | Ангола          |